# جغرافیای پاناما

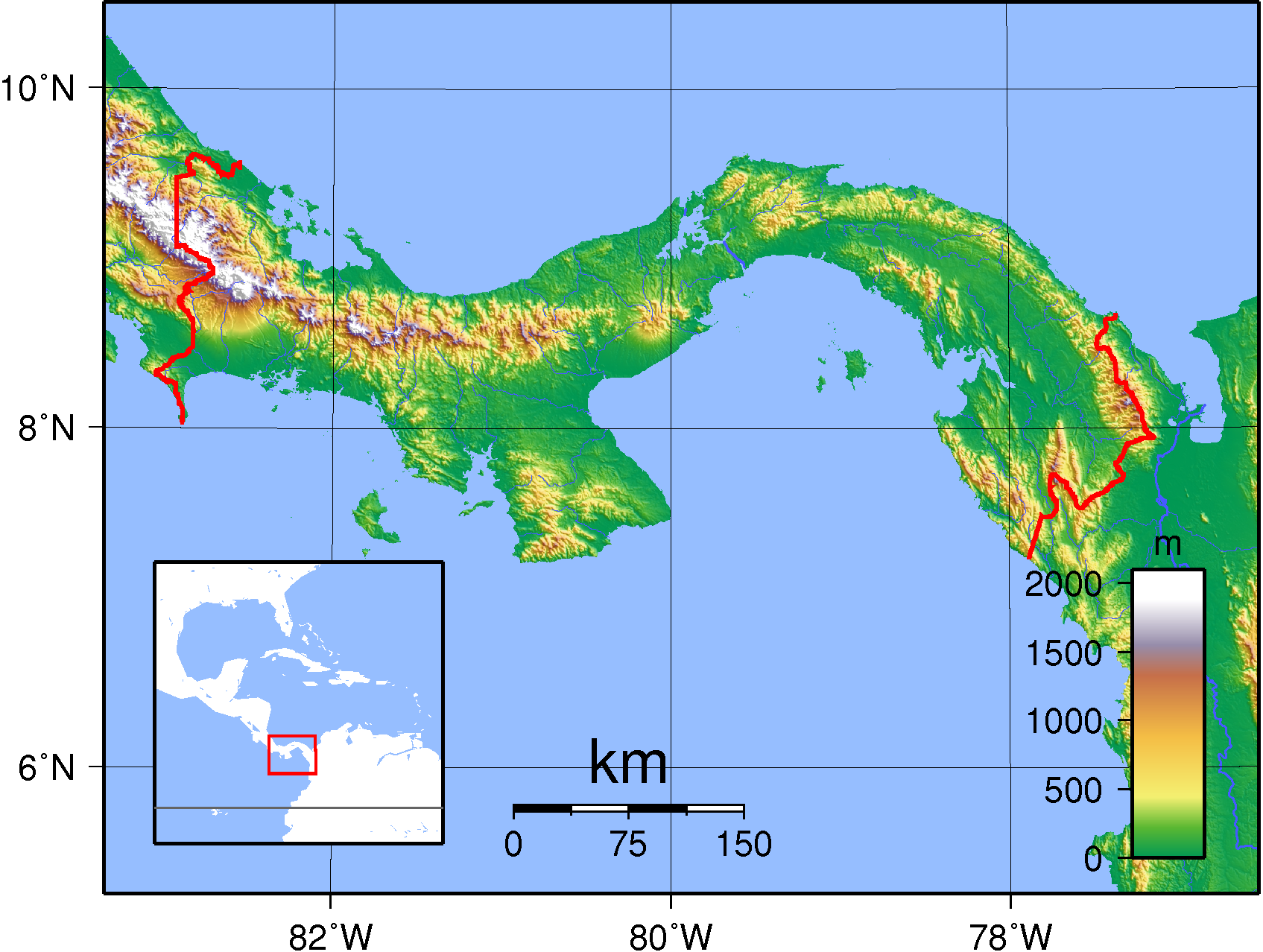
نقشه ناهمواری‌های پاناما.

پاناما کشوری است که در آمریکای مرکزی واقع شده‌است، هم‌مرز با دریای کارائیب و اقیانوس آرام، بین کلمبیا و کاستاریکا است. پاناما در باریکه پاناما و پایین باریکه واقع شده‌است.
یکی از آخرین تحولات بزرگ کره زمین، سه‌میلیون و چهارصد هزار سال پیش رخ داد. این تحول پیدایش خشکی باریکی بود که سرزمین پاناما نام گرفت. پیدایش پاناما، پل ارتباطی آمریکایی شمالی و جنوبی، امکان مهاجرت گونه‌های مختلف جانوری را فراهم کرد. این سرزمین خود اکنون غنی از گونه‌های کمیاب جانوری است.
کشور پاناما از شمال به دریای کارائیب، از مشرق به کلمبیا، از جنوب به خلیج پاناما و اقیانوس آرام و از مغرب به کاستاریکا محدود می‌شود. پاناما باریکه‌ای است کوهستانی با جنگل‌های انبوه که آمریکای مرکزی را به آمریکای جنوبی پیوند می‌دهد. رودهای مهم آن توئیرا (با چوکوناکه)، بایانو، سانتاماریا و بلندترین نقطه آن قله آتشفشان بارو با ۳۴۷۵ متر ارتفاع است.
اقلیم پاناما در ارتفاعات، معتدل، مرطوب و نسبتاً پرباران و در جلگه‌های ساحلی، مرطوب و بارانی است. پاناما با تغییر دمای کم فصلی، آب و هوایی استوایی دارد.
رشته‌کوه‌های نسبتاً مرتفعی که از خاور به باختر این سرزمین کشیده شده‌اند که آن را به دو منطقهٔ شمالی و جنوبی تقسیم می‌کنند. چند رودخانه که همگی از ارتفاعات مرکزی سرچشمه می‌گیرند، این سرزمین را آبیاری می‌کنند که عمده‌ترین این رودها عبارتند از بایامو، توئیرا و چپو.
شهر پاناما با ۴۶۳۰۹۳ نفر جمعیت پایتخت کشور پاناما است و شهرهای پاناما و جمعیت آن‌ها طبق آمار سال ۱۹۹۶ عبارتند از: سان میگلیتو با ۳۰۷۲۳۰، نفر و پنونوم با ۶۷۹۰۱ نفر.
خلیج‌های این کشور عبارتند از پاناما، لورابا، موسکیتوس، داروین، و سان میگوئل. با عرض کنونی کانال پاناما، تنها نفتکش‌های پاناماگذر، با ظرفیت جابه‌جایی ۵۰ هزار تن نفت توان حرکت در آن را دارند، اما طرح‌هایی برای تعریض این کانال در سال ۲۰۱۴ وجود دارد که در آن صورت نفتکش‌های افرا مکس با ظرفیت جابه‌جایی ۸۰ هزار تن نیز می‌توانند از آن عبور کنند.
جزایر اصلی پاناما، ری، کویبا، سباکو، جی کارون، پاریدا، و کولون هستند. موقعیت استراتژیک در انتهای شرقی آمریکای مرکزی؛ کانال پاناما را کنترل می‌کند که اقیانوس اطلس را از طریق دریای کارائیب با اقیانوس آرام پیوند می‌دهد.

## آب‌وهوا
پاناما آب‌وهوایی استوایی دارد. درجه حرارت و رطوبت نسبی به‌طور یکنواخت بالاست و اختلاف فصلی کمی وجود دارد. دامنه تغییر دمای روزانه نیز کم است. در یک روز معمولی در فصل خشک در پایتخت، حداقل دمای صبح زود ممکن است ۲۴ درجه سانتی‌گراد  و بعد از ظهر حداکثر ۲۹ درجه سانتی‌گراد باشد. دمای هوا به ندرت به بالاتر از ۳۲ درجه سانتی‌گراد می‌رسد.
دمای هوا در سمت اقیانوس آرام  تا حدودی پایین‌تر از سمت دریای کارائیب است. پس از غروب در بیشتر مناطق کشور نسیمی می‌وزد که شدت آن به سمت شب بیشتر می‌شود.
مناطق کوهستانی کشور به طور چشمگیری خنک‌تر است و در رشته‌کوه تالامانکا، در غرب پاناما، یخبندان هم رخ می‌دهد. 
مناطق آب‌وهوایی پاناما بیشتر بر اساس میزان بارندگی و نه بر اساس درجه حرارت تعیین می‌شوند. بارندگی در این کشور، از کمتر از ۱۳۰۰ میلی‌متر در سال در برخی مناطق تا بیش از ۳۰۰۰ میلی‌متر در سال در برخی دیگر، متغیر است. تقریباً تمام بارش‌ها در فصل باران رخ می‌دهد که معمولاً از ماه مه تا نوامبر است اما طول آن از هفت تا نه ماه متغیر است؛ البته استثناهایی به دلیل باران‌های موسمی وجود دارد. 
بارش باران به‌طور کلی در کارائیب سنگین‌تر از طرف اقیانوس آرام است. میانگین سالانه بارش در پاناماسیتی نصف میزان بارش در شهر کلون است. اگرچه رعد و برق در فصل باران رایج است، اما این کشور خارج از کمربند طوفان قرار دارد.

## بنادر
پاناما دارای بنادر فراوان طبیعی در سواحل کارئیب می باشد.

## توافق‌نامه‌های بین‌المللی
طرف عضو: تنوع زیستی، تغییرات آب و هوا، تغییرات آب و هوا-پروتکل کیوتو، بیابان زایی، گونه‌های در معرض خطر، اصلاح محیط زیست، ضایعات خطرناک، قانون دریا، دامپینگ دریایی، حفاظت از لایه ازن، آلودگی کشتی، الوار گرمسیری ۸۳، الوار گرمسیری ۹۴، تالاب، شکار نهنگ

## تقسیمات کشوری
پاناما به ۹ استان (provincias) و پنج قلمرو (comarcas) تقسیم شده‌است. در پنج قلمروی خودگردان، مدیریت در دست چهار گروه قومی سرخ‌پوستی کونا، نگوبه بوگله، امبرا، و وونان است:
استان‌های پاناما (مراکز استان در پرانتز):
- ۱ بوکاس دل‌تورو (بوکاس دل‌تورو)
- ۲ چیریکی (داوید)
- ۳ کوکله (پنونومه)
- ۴ کولون (کولون)
- ۵ دارین (لاپالما)
- ۶ هررا (چیتره)
- ۷ لس سانتوس (لاس تابلاس)
- ۸ استان پاناما (پاناماسیتی)
- ۹ وراگوآس (سانتیاگو)

قلمروهای خودگردان که استان به‌شمار می‌آیند:
- C1 امبرا-وونان (کیریلو گوآئینورا)
- C2 کونا یالا (ال پورونیر)
- C4 نگوبه-بولگه (کوئبرادا گوآبو)

قلمروهای خودگردان که استان به‌شمار نمی‌آیند:
- C3 مادوگاندی (آکوئا یالا)
- C5 وارگاندی (نورا)